# Dakowie

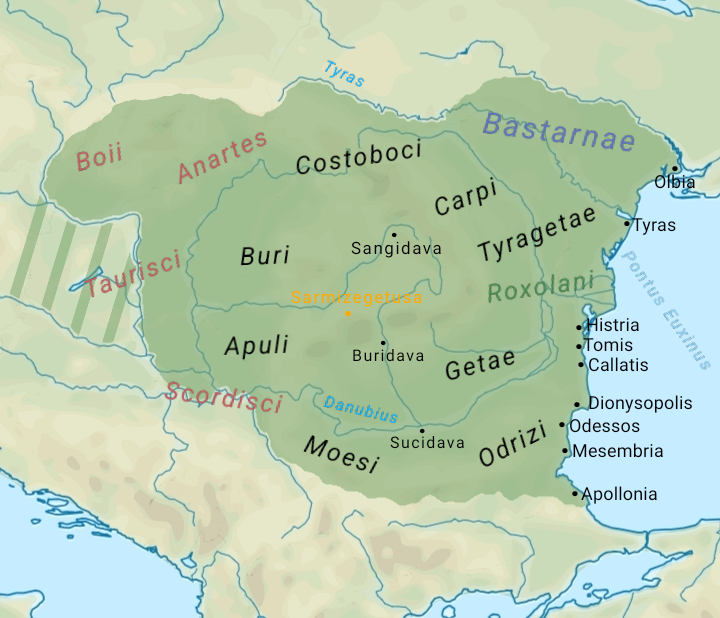
Państwo Daków w czasach Buerbisty

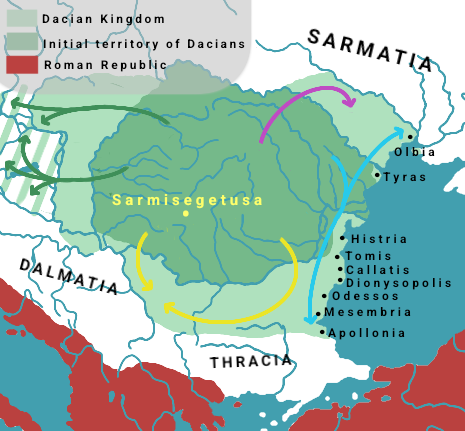
Kampanie Buerbisty

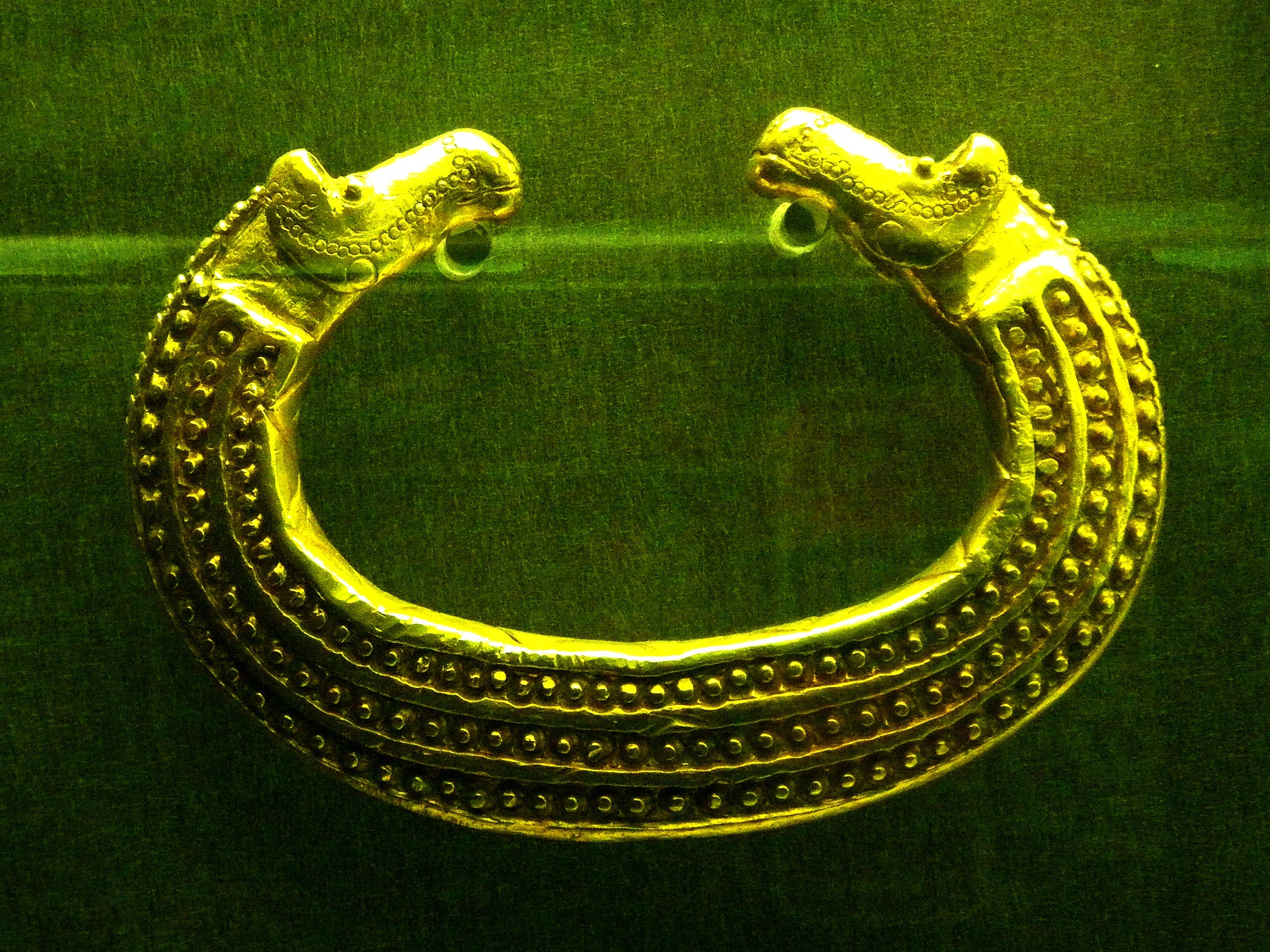

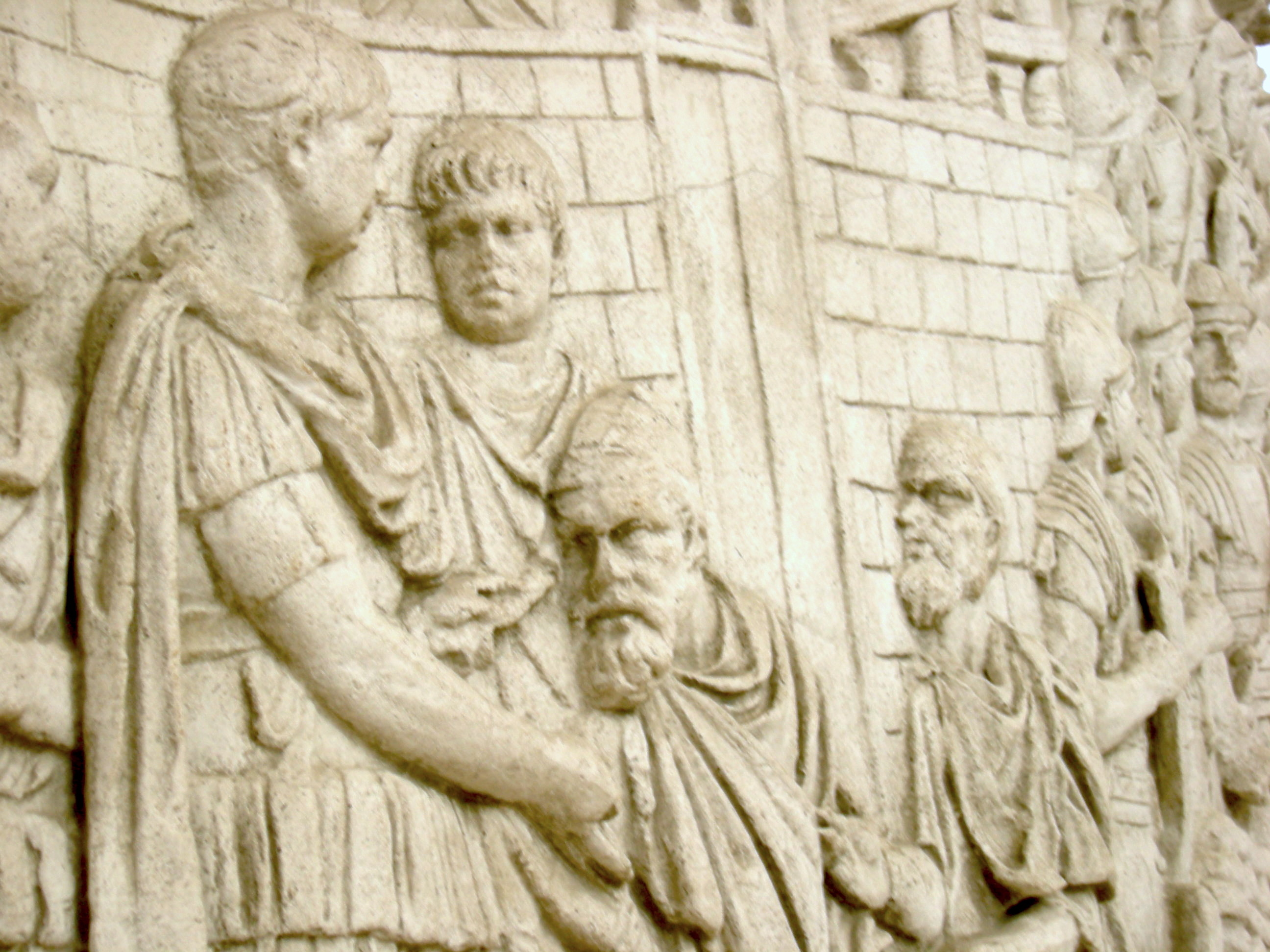
Przyjęcie poddaństwa Daków przez cesarza Trajana, Kolumna Trajana

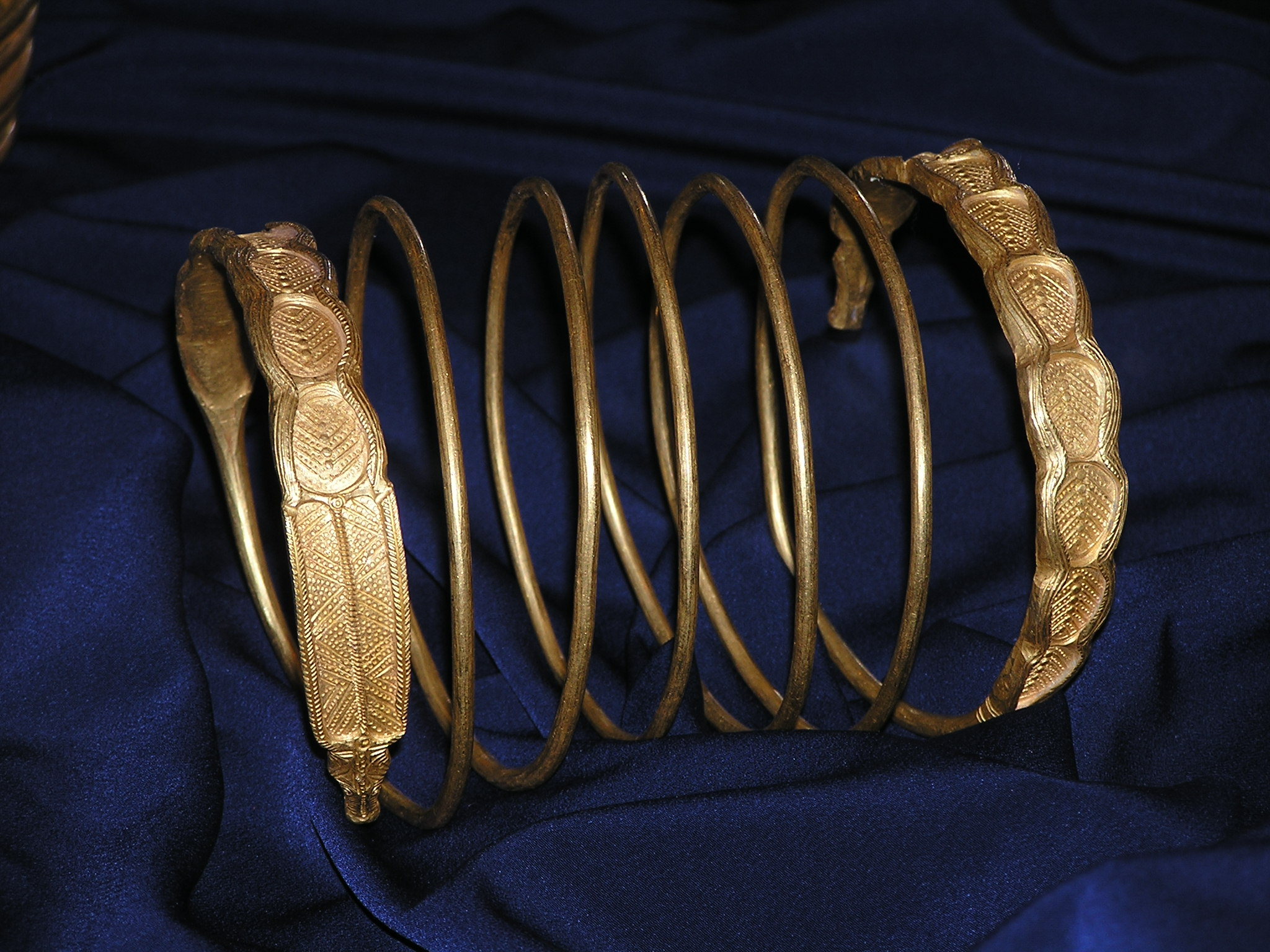
Bransoleta Dacka

Dakowie (zwani także Getami, Dako-Getami lub Geto-Dakami) – starożytny lud pochodzenia trackiego zajmujący Dację – tereny lewobrzeżnego Dunaju, na obszarze mniej więcej obecnego państwa rumuńskiego i częściowo węgierskiego.  
Znany starożytnym Grekom już od VI w. p.n.e. Pierwszym greckim autorem, który wymienił Getów był Hekatajos z Miletu, a jego informacje w całej rozciągłości potwierdził w swoich „Dziejach” Herodot w drugiej poł. V w. p.n.e. Według Strabona Dakowie nazywali siebie Dáoi. 
Od czasów Herodota z V wieku p.n.e. Getowie/Dakowie są uznawani za ludność należącą do trackiej strefy wpływów. Mimo to, wyróżniają się oni od innych Traków specyfiką religii i obyczajów. Geto-Dakowie i Trakowie byli spokrewnieni, ale nie byli tacy sami. Różnice między południowymi Trakami a sąsiednimi Scytami były prawdopodobnie niewielkie, ponieważ wielu starożytnych autorów myliło identyfikację obu grup.
Jak wynika z badań archeologicznych Dakowie (lub też ich bezpośredni przodkowie) pojawili się na tych terenach już ok. 1700 r. p.n.e. i zamieszkiwali je aż do schyłku starożytności, ale już w nieco zmienionym składzie etnicznym, z domieszką innych nacji, najpierw po wojnach z Rzymianami na przeł. I i II w. n.e. (zakończonych podbiciem tych terenów przez Rzym w roku 106 n.e.) i kolonizacji rzymskiej, a następnie w wyniku tzw. „wielkiej wędrówki ludów”, który to ruch migracyjny spowodował perturbacje etniczne w niemal całej Europie kontynentalnej. Stopniowo resztki Daków rozpłynęły się w napływowej ludności gockiej, germańskiej i później słowiańskiej.

## Nazwa
Zróżnicowanie nazw: Dakowie, Getowie, Geto-Dakowie i Dako-Getowie, wynika z jednej strony z podziału plemiennego w łonie tegoż ludu (i prawdopodobnie od dominujących plemion), a także od pisarzy greckich i łacińskich – otóż Grecy nazywali ten lud Getami, a pisarze łacińscy Dakami. Zjednoczenie plemion geto-dackich w jeden organizm polityczny za panowania Burebisty usunęło jakiekolwiek podziały w nazewnictwie, czemu dał wyraz już Strabon.

## Społeczeństwo
Dakowie dzielili się na dwie warstwy: arystokrację (tarabostes) i lud (comati). Tylko arystokracja miała prawo nakrywać głowy i nosiła filcowe kapelusze. Lud, który stanowili szeregowi żołnierze, chłopi i rzemieślnicy, mógł być nazywany po łacinie capillati. 
Głównymi zajęciami Daków było rolnictwo, pszczelarstwo, uprawa winorośli, hodowla zwierząt, ceramika i obróbka metali. Pracowali również w kopalniach złota i srebra w Transylwanii. W Pecicy odkryto warsztat dacki wraz z urządzeniami do bicia monet oraz śladami obróbki brązu, srebra i żelaza. Dowody masowej produkcji żelaza znajdują się w wielu stanowiskach dackich, co wskazuje na specjalizację cechową. Tradycje produkcji ceramiki u Daków trwały od okresu przedrzymskiego do rzymskiego nawet do początku V wieku. Prowadzili znaczny handel zagraniczny, o czym świadczy liczba monet zagranicznych znalezionych w kraju (np. Skarb Decebala). 

## Pierwsze wzmianki
Najwcześniejszym starożytnym źródłem, które prawdopodobnie wspomina o Dakach, jest dzieło Gajusza Juliusza Cezara „De bello Gallico”. Zawiera ono dygresję geograficzną, w której Dakowie są wymienieni jako lud zamieszkujący środkowy Dunaj. Niektórzy badacze interpretują jednak ten fragment jako późniejszy, starożytny dodatek do dzieła Cezara. 

## Państwo Burebisty

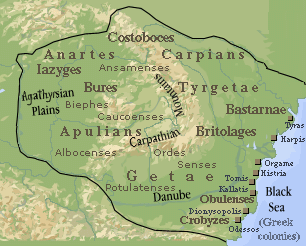
Państwo Daków za panowania Burebisty, 82 rok p.n.e.

Władca Daków, Burebista w I w. p.n.e. zjednoczył dackie plemiona w obliczu zagrożenia celtyckiego. Około roku 60 p.n.e. siły Daków pokonały Celtów, a Burebista skupia się na konsolidacji władzy w nowopowstałym państwie Daków. Centrum państwa stanowiła dzisiejsza Transylwania. Na zachodzie rozciągało się ono aż do Moraw, gdzie podporządkowało sobie niektóre plemiona celtyckie; na wschodzie sięgało Morza Czarnego i Bohu; a na południu sięgało Gór Bałkańskich. Grecki historyk Strabon - przesadnie - oceniał armię Burebisty na 200 tysięcy ludzi. Gospodarczo, państwo Burebisty opierało się na siedmiogrodzkich złożach naturalnych (żelazo, złoto, srebro) i na pozakarpackim rolnictwie. Pod względem społecznym państwo to było państwem o zaczątkach ustroju niewolniczego. Ziemie były uprawiane przez chłopów (de iure "wolnych", lecz podporządkowanych arystokracji), zaś niewolnictwo stricte odgrywało drugorzędną rolę w gospodarce kraju.
Podobnie jednak jak dla Traków na południe od Dunaju, tak i dla Daków głównym zagrożeniem był Rzym. Burebista chciał wykorzystać wewnętrzne problemy Rzymu i w wojnie domowej postawił na Pompejusza i udzielił mu wsparcia. Po przegranej Pompejusza, Burebista skupił się na obronie przed potencjalnym odwetem i na umacnianiu twierdz. Upadek państwa Daków miał jednak korzenie wewnętrzne: arystokraci, niezadowoleni z utraty dawnych przywilejów, uknuli spisek i w 44 roku p.n.e. zamordowali Burebistę. Po jego śmierci państwo Daków rozpadło się najpierw na cztery, a potem na pięć części. 
W 29 r. p.n.e. grupa dacka, sprzymierzona z Markiem Antoniuszem, została pokonana przez Oktawiana, późniejszego cesarza Augusta. W 16 r. p.n.e. Dakowie najechali Panonię przez zamarznięty Dunaj, ale zostali pokonani przez cesarza Augusta i zmuszeni do uznania zwierzchnictwa rzymskiego. Po romanizacji okolicznych terenów utrwalił się sojusz z Rzymem. 
Przez następne około półtora wieku poświadczeni są różni przywódcy daccy, wzmiankowani w źródłach greckich i łacińskich, głównie ze względu na ich wrogie lub przyjazne nastawienie do Rzymian (w tym Cotiso i Scorylon). Rumuńska historiografia o podłożu narodowym próbowała powiązać tych władców w dynastię i ułożyć ich w ciągłą sukcesję władców. Jednakże próby te są uważane za problematyczne z naukowego punktu widzenia, ponieważ nie ma żadnych dowodów na istnienie zjednoczonego królestwa dackiego w tym okresie. 

## Wojny Daków z Rzymem w czasach Domicjana
W 85 roku doszło do poważnej konfrontacji między Rzymianami a Dakami. Walki rozpoczęły się od ataku Daków, którzy przekroczyli Dunaj w 85 r. n.e. i najechali rzymską prowincję Mezję (na terytorium dzisiejszej Bułgarii i Serbii). Mezyjski namiestnik, Gajusz Oppiusz Sabinus, zginął, pozostawiając duże obszary Mezji otwarte na grabież dla dackich napastników. Rzymski cesarz Domicjan został zmuszony do wysłania wojsk z różnych części imperium do Mezji, aby odeprzeć Daków i rozpocząć przeciwko nim ekspedycję karną. Sugerowano, że był to również powód odwołania trwającej wówczas rzymskiej kampanii przeciwko germańskiemu plemieniu Chattów w dzisiejszej Hesji w Niemczech. Wojska zgromadzone w Mezji zostały wysłane za Dunaj do osad dackich w następnym roku (86 n.e.) pod dowództwem generała Korneliusza Fuscusa. Jednak już w pierwszym starciu między armiami Dakowie odnieśli zaskakujące zwycięstwo nad Rzymem, w którym zginął Korneliusz Fuscus.

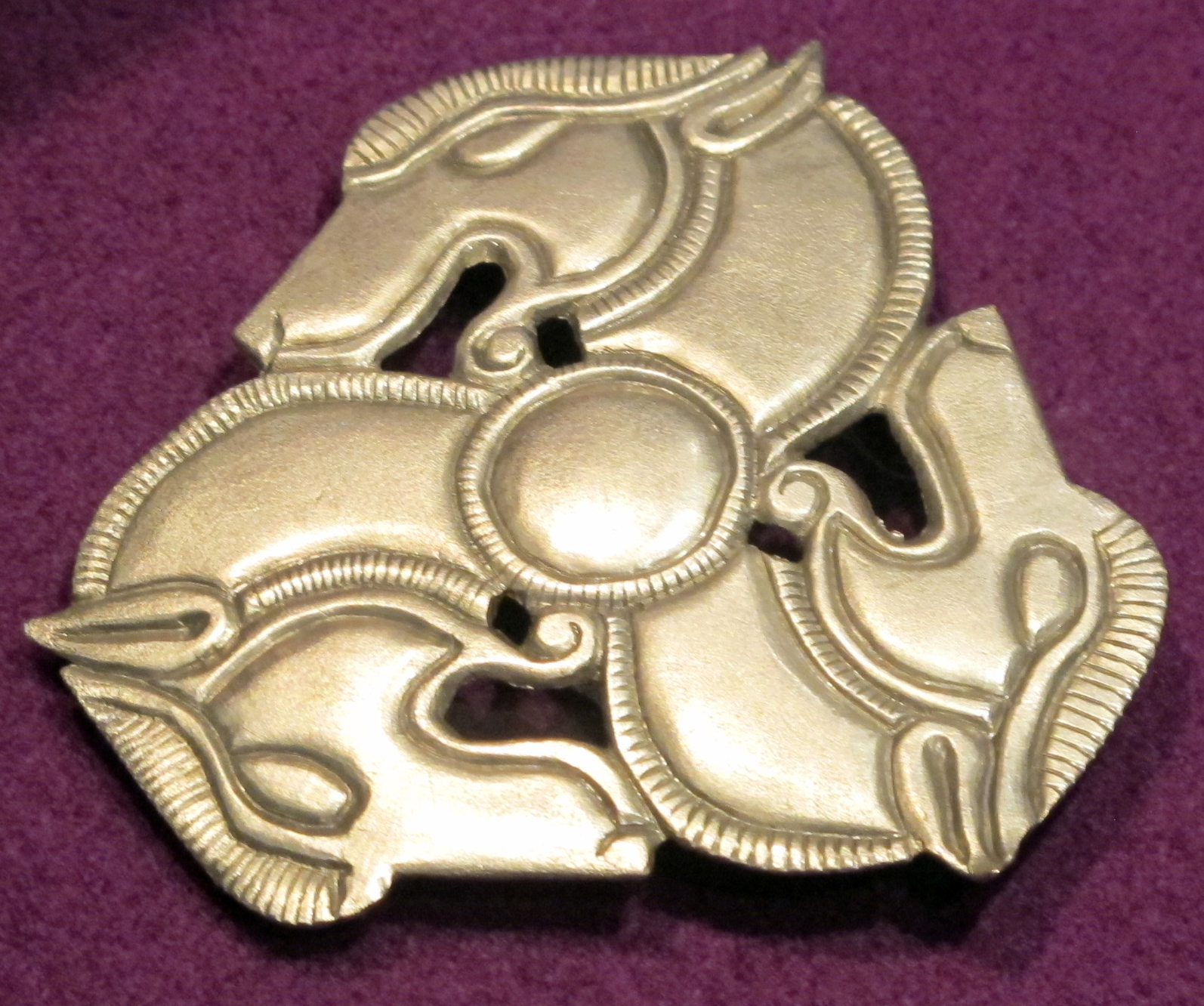
Wyrób Dacki z IV wieku pne

Wydaje się, że mniej więcej w tym czasie do władzy doszedł dacki król Decebal, którego starożytne źródła zgodnie opisują jako zdolnego dowódcę. Ponowna klęska armii rzymskiej skłoniła cesarza Domicjana do lepszego przygotowania kolejnej próby odwetu. W 88 r. n.e. Lucjusz Tettiusz Iulianus podjął kampanię w Dacji, która początkowo zakończyła się rzymskim zwycięstwem w bitwie, ale ostatecznie zakończyła się pospiesznym odwrotem Rzymian – według Kasjusza Diona, z powodu podstępu Daków. Domicjan poprosił o negocjacje pokojowe, na które Decebal wysłał jednak tylko pewnego Diegisa. Domicjan kupił pokój, obiecując Dakom coroczną daninę; przekazał im również rzemieślników i architektów z taboru armii rzymskiej. W Rzymie jednak przedstawił swoją kampanię dacką jako wielki sukces i podczas triumfalnego pochodu zaprezentował rzekome łupy, które według Kasjusza Diona w rzeczywistości pochodziły z jego własnych skarbców. Podczas negocjacji pokojowych wręczył również Diegisowi diadem jako symbol władzy królewskiej z łaski rzymskiej (królestwo klienckie). 
Niektórzy podejrzewają, że nie tylko sukcesy militarne Daków skłoniły Domicjana do wystąpienia o pokój. W tym samym czasie plemiona Markomanów i Jazygów najwyraźniej powstały przeciwko Rzymowi na granicach prowincji Panonii. Domicjan musiał chcieć uniknąć sojuszu Markomanów, Jazygów i Daków, który doprowadziłby Rzymian do niebezpiecznej wojny na wielu frontach.

## Wojny Daków z Rzymem w czasach Trajana
Po śmierci cesarza Domicjana w 96 r. n.e. pokój z Dakami był w Rzymie postrzegany jako straszliwa hańba. Dlatego wkrótce po objęciu władzy cesarz Trajan rozpoczął przygotowania do wojny. Wojska z różnych części imperium rzymskiego zostały rozlokowane na granicy naddunajskiej, południowy szlak naddunajski został rozbudowany, a przesmyk Dunaju przy Żelaznej Bramie został udrożniony kanałem (o czym świadczy inskrypcja budowlana autorstwa Trajana). Po tych przygotowaniach Trajan w 101 r. n.e. przystąpił do wojny z Dakami władanymi przez Decebala, przeprawiając się przez Dunaj ze swoją armią. Źródła wspominają o bitwie, w której Rzymianie odnieśli zwycięstwo. Jednak nie było to decydujące starcie, bo armia rzymska prawdopodobnie wycofała się za Dunaj jeszcze w tym samym roku.
W następnym roku, 102 n.e., Trajan rozpoczął nową kampanię w Dacji, która najwyraźniej okazała się sporym sukcesem. Decebal wysłał posłów wyższej rangi niż w roku poprzednim i złożył prośbę o pokój. Osobiste spotkanie obu monarchów zakończyło się niepowodzeniem, ponieważ Trajan nie chciał stawić się osobiście, lecz wysłał tylko dwóch swoich wysoko postawionych generałów (Tyberiusza Klaudiusza Liwianusa i Lucjusza Licyniusza Surę), a Decebal odmówił osobistego stawiennictwa. Kiedy Trajan dokonał dalszych podbojów, zdobył kilka dackich osad na wzgórzach, a także pojmał siostrę Decebala, władca Daków zgodził się skapitulować. Zwrócił podboje i łupy z poprzednich lat, zobowiązał się do całkowitej lojalności politycznej wobec Cesarstwa Rzymskiego i został zmuszony do przyjęcia rzymskich garnizonów w swoim państwie. Imperium Daków i jego struktura polityczna i społeczna pozostały jednak nietknięte. Mimo to Trajan mógł uczcić triumfalny pochód w Rzymie i przyjąć triumfalny przydomek „Dacicus”. Nie jest jasne, dlaczego cesarz zadowolił się tym kompromisem i zrezygnował z podboju Dacji.
Po odejściu Trajana Decebal jednak dozbroił się i rozpoczął poszukiwania sojuszników. Doprowadziło to do drugiej wojny dackiej (105–106 r.), podczas której Dakowie zostali pokonani, a Rzym opanował całą Dację, gdzie ustanowił swoją nową prowincję. Decebal, podobnie jak wielu jego rodaków i dowódców, po nieudanej ucieczce popełnił samobójstwo. Stolica Sarmizegetusa po podboju rzymskim została zniszczona. Rzymianie zbudowali nowe miasto 40 km od Sarmizegetusy, które stało się stolicą rzymskiej prowincji Dacia. Miasto to znane było jako Colonia Ulpia Traiana Sarmizegetusa. Trajan powrócił do Rzymu z 330 tonami złota, 165 tonami srebra i 50 000 jeńców. W ten sposób udało mu się rozwiązać fatalne problemy finansowe Rzymu.
Zwycięstwo Trajana nad Dakami zostało przedstawione w Rzymie, między innymi, na Kolumnie Trajana. W samej Dacji wzniesiono Tropaeum Traiani, pomnik zwycięstwa w dzisiejszym Adamclisi, który upamiętnia również poległych w wojnach dackich (lub poszczególnych kampaniach). Cesarz Trajan napisał również własne dzieło o wojnach dackich, które jednak zaginęło i jest znane jedynie z pięciowyrazowego cytatu z Institutiones grammaticae późnoantycznego pisarza Pryscjana.

## Dakowie po wojnach z Rzymem
Los Daków po rzymskim zwycięstwie w wojnach dackich jest niejasny i budzi kontrowersje wśród badaczy. Wcześniejsze badania często zakładały, że ludność dacka została całkowicie wyniszczona lub że wszyscy Dakowie, którzy nie zostali zabici przez rzymskie siły podboju, zostali zmuszeni do opuszczenia kraju lub życia w hermetycznie zamkniętych gettach. Obecnie uznaje się, że niemała liczba Daków przetrwała rzymski podbój i stała się częścią populacji rzymskiej prowincji Dacji. Wykształciło się tam heterogeniczne społeczeństwo, ukształtowane przez: wpływy tubylcze, italsko-rzymskie i inne wpływy śródziemnomorskie. Chociaż kultura dacka nie była już dominująca to przetrwały niektóre tradycje, co wskazuje na dalsze istnienie ludności dackiej.